# Cmentarz prawosławny w Gródku (województwo lubelskie)
Cmentarz prawosławny w Gródku – nekropolia prawosławna w Gródku, utworzona przy miejscowej unickiej cerkwi, po 1875 prawosławna, użytkowana do końca II wojny światowej.

## Historia i opis
Cmentarz założony prawdopodobnie na początku XIX w. na potrzeby miejscowej ludności unickiej, w sąsiedztwie cerkwi parafialnej. Po likwidacji unickiej diecezji chełmskiej razem z miejscową cerkwią został przemianowany na prawosławny. Był użytkowany przez miejscową ludność prawosławną do końca II wojny światowej i wysiedlenia prawosławnych Ukraińców. Trudno określić z jakiego okresu pochodzą ostatnie datowane nagrobki. Po wojnie, w związku z wysiedleniami, został porzucony.
Na początku lat 90. XX wieku na terenie nekropolii znajdowało się kilkanaście nagrobków kamiennych i żeliwnych. Na cmentarzu znajdują się kamienne postumenty prostopadłościenne oraz postumenty z nadstawami. Znajduje się tam również grobowiec w postaci kopca oraz czytelne mogiły ziemne. Inskrypcje na nagrobkach wykonane zostały w języku cerkiewnosłowiańskim. Na cmentarzu rosną robinie, klony, topole, bez czarny i dzikie róże, jak również pozostałości bylin.
Na cmentarzu spoczywa Joanna Grodecka, matka chrzestna Bolesława Prusa. Nagrobek nie zachował się. W grobowcu Grodeckich pochowany został także Łukasz Gołębiowski z żoną.